# Frak!
Frak! ist ein Computerspiel aus dem Jahre 1984, welches von Nick Pelling für die Systeme BBC Micro und Acorn Electron programmiert wurde. Eine Portierung für den Commodore 64 wurde im Jahr 1985 von The B Team (Jason Perkins, Anthony Clarke and Mark Rodgers) entwickelt. Es handelt sich um ein side-scrolling Jump ’n’ Run, in dem der Spieler den Höhlenmenschen Trogg durch verschiedene Level steuert.

## Handlung
In diesem Jump-’n’-Run-Spiel steuert der Spieler den Höhlenmenschen Trogg durch verschiedene Level mit dem Ziel jeweils drei verschiedene Schlüssel zu finden. Mit Hilfe von Leitern, Ketten bzw. Tauen kann Trogg verschiedene Ebenen (je nach Level entweder Steine, Baumstämme, Eisflächen oder Metallplatten) erreichen. Zudem ist er in der Lage kleine Lücken zwischen den Ebenen zu überspringen, oder sich auf niedrigere Ebenen fallen zu lassen. Ist der Höhenunterschied jedoch zu groß, so verliert Trogg ein Leben. Der Verlust eines Lebens wird durch eine Sprechblase mit dem Inhalt "Frak!" angekündigt.
Während des Spiels trifft Trogg auf diverse levelspezifische starre Gegner: Scrubblies, Hooters, Poglets, Bunyips, Ice Warriors und Trogg Clones. Kommt Trogg in Kontakt mit einem dieser Wesen, so verliert er ein Leben. Er ist jedoch mit einem Jo-Jo bewaffnet, welches in horizontaler Richtung gegen die feindlichen Wesen geschleudert werden kann, um diese zu entfernen. Daneben existieren bewegliche feindliche Objekte in Form von senkrecht aufsteigenden Luftballons und diagonal durch das Bild fliegenden Dolchen. 
In jedem Level gibt es eine zeitliche Begrenzung. Nach Ablauf eines Countdowns muss der Spieler den Level unter Dunkelheit beenden. Durch Einsammeln von Glühlampen kann der Countdown erhöht werden.

## Levels
Frak! beinhaltet 96 Levels, wobei lediglich 6 unterschiedliche Szenarien existieren. Die Zahl 96 resultiert daraus, dass jedes Szenario in 16 verschiedenen Arten durchlaufen wird, nämlich in jeder möglichen Kombination der folgenden vier Variationen:
- Level normal oder vertikal gespiegelt
- Luftballons und Dolche klein oder groß
- Aufsteigen der Luftballons senkrecht oder pendelnd
- Geschwindigkeit von Trogg normal oder langsam

Nach dem Durchlaufen aller Variationen beginnt das Spiel von vorn.

## Etymologie
Das Wort "Frak" ist vermutlich eine Verhüllung des englischen Vulgärausdrucks "fuck". In der amerikanischen Science-Fiction-Fernsehserie "Kampfstern Galaktika" aus dem Jahre 1978 taucht es erstmals auf.